# Leptotarsus (Longurio) lustralis
Leptotarsus (Longurio) lustralis is een tweevleugelige uit de familie langpootmuggen (Tipulidae). De soort komt voor in het Neotropisch gebied.